# Distrito de Kumpirushiato
El distrito de Kumpirushiato es uno de los quince que conforman la provincia de La Convención ubicada en el Noroeste del  departamento del Cuzco, en el Sur del Perú.

## Historia
Fue creado mediante la Ley N° 31142 por aprobación del Congreso de la República del Perú, el 9 de diciembre del 2020; oficializado el 17 de marzo y publicado en el diario oficial El Peruano, el 18 de marzo del 2021 durante el gobierno del presidente Francisco Sagasti.

## Cultura y Turismo
El distrito de Kumpirushiato se caracteriza por formar parte del principal acceso hacia los vecinos distritos de Kimbiri y Pichari, es eminentemente productora de cacao, café y cítricos, además tiene lugares muy hermosos para visitar como el Cañón de garganta del diablo, Aguas calientes, Catarata Tinajas del amor, Mirador de cielo punku, Comunidad Nativa de Shimaa entre otros. 